# Kasteel van Ahaus
Het Kasteel van Ahaus of Slot Ahaus (Duits: Schloss Ahaus) is een kasteel in de Duitse gemeente Ahaus. Een eerder op deze plaats gebouwd kasteel was reeds in 1406 gekocht door graaf Otto IV van Hoya, die toen ook prinsbisschop van Münster was. Het werd in opdracht van Münsterse prins-bisschop Frederik Christiaan van Plettenberg in de periode 1688-1695 vervangen door het huidige kasteelcomplex met grote voorburcht. In de Zevenjarige Oorlog liep het slot schade op. Daarna is het in 1765-1767 hersteld onder toezicht van de befaamde barok-architect Johann Conrad Schlaun; het middelste gedeelte van het hoofdgebouw is na die verbouwing in de huidige vorm ontstaan. Van 1803 tot 1819 is het enige tijd residentie geweest van leden van het adellijke geslacht Salm-Kyrburg ( zie ook: Vorstendom Salm (1803-1811)).
Van 1819 tot kort voor de Tweede Wereldoorlog was in het kasteel de tabakbewerkingsfabriek van de firma Oldenkott gevestigd; een deel van het slot diende als directeurswoning. In maart 1945 brandde het bouwwerk geheel af na een bomaanval. Na de Tweede Wereldoorlog werd het kasteel op last van de overheid zorgvuldig herbouwd. Het is sinds het najaar van 1952 een van de locaties van de Technische Akademie Ahaus,een school voor middelbaar en hoger beroepsonderwijs, en een technisch bijscholingsinstituut ter omscholing van werklozen.
Kunstverein ArtHAUS e.V.  verzorgt regelmatig kunstexposities in Schloss Ahaus.
Het in het centrum van Ahaus gelegen kasteel is omgeven door een fraai, vrij toegankelijk park, dat daarmee tevens het stadspark van Ahaus vormt.

## Afbeeldingen

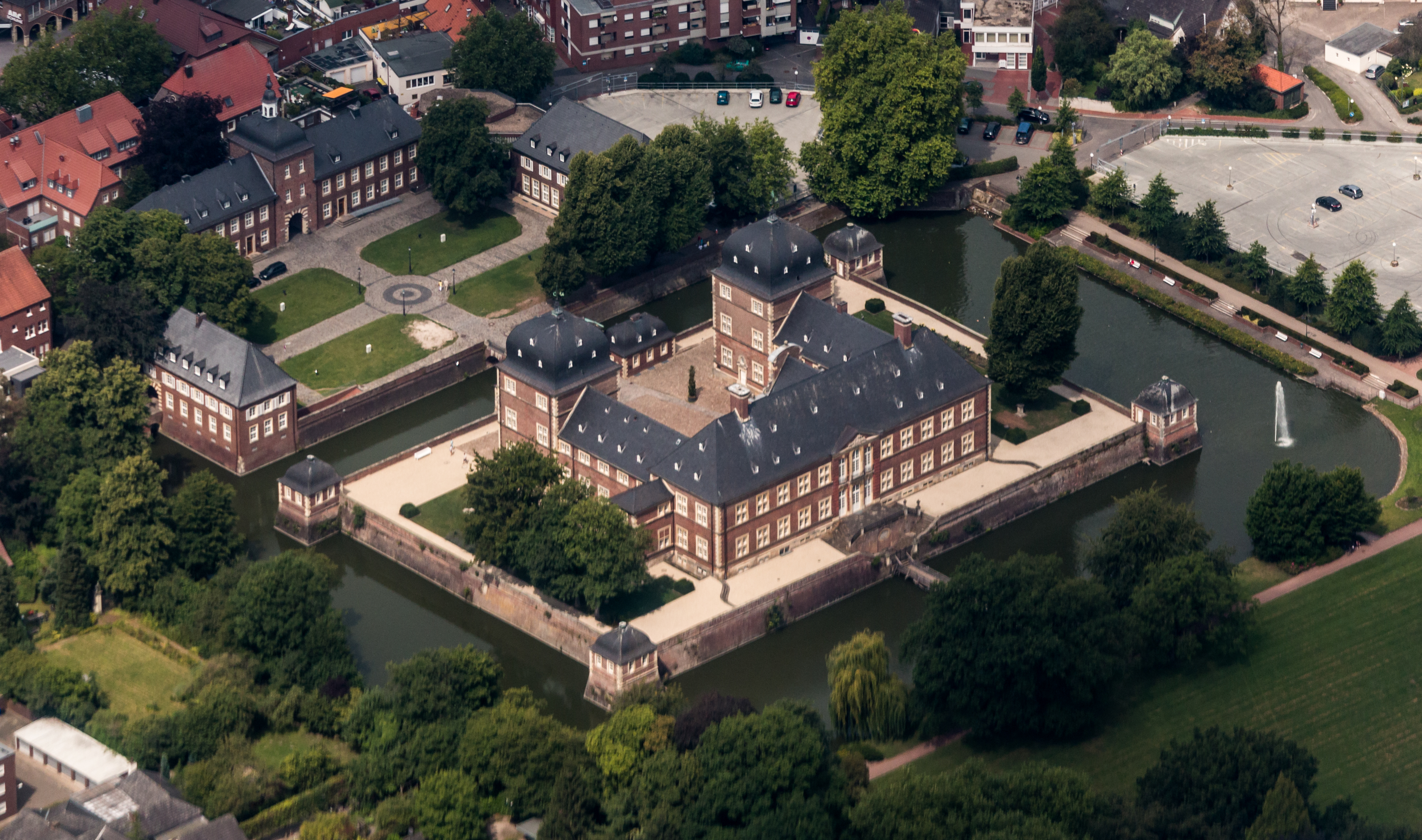
Schloss Ahaus, luchtfoto
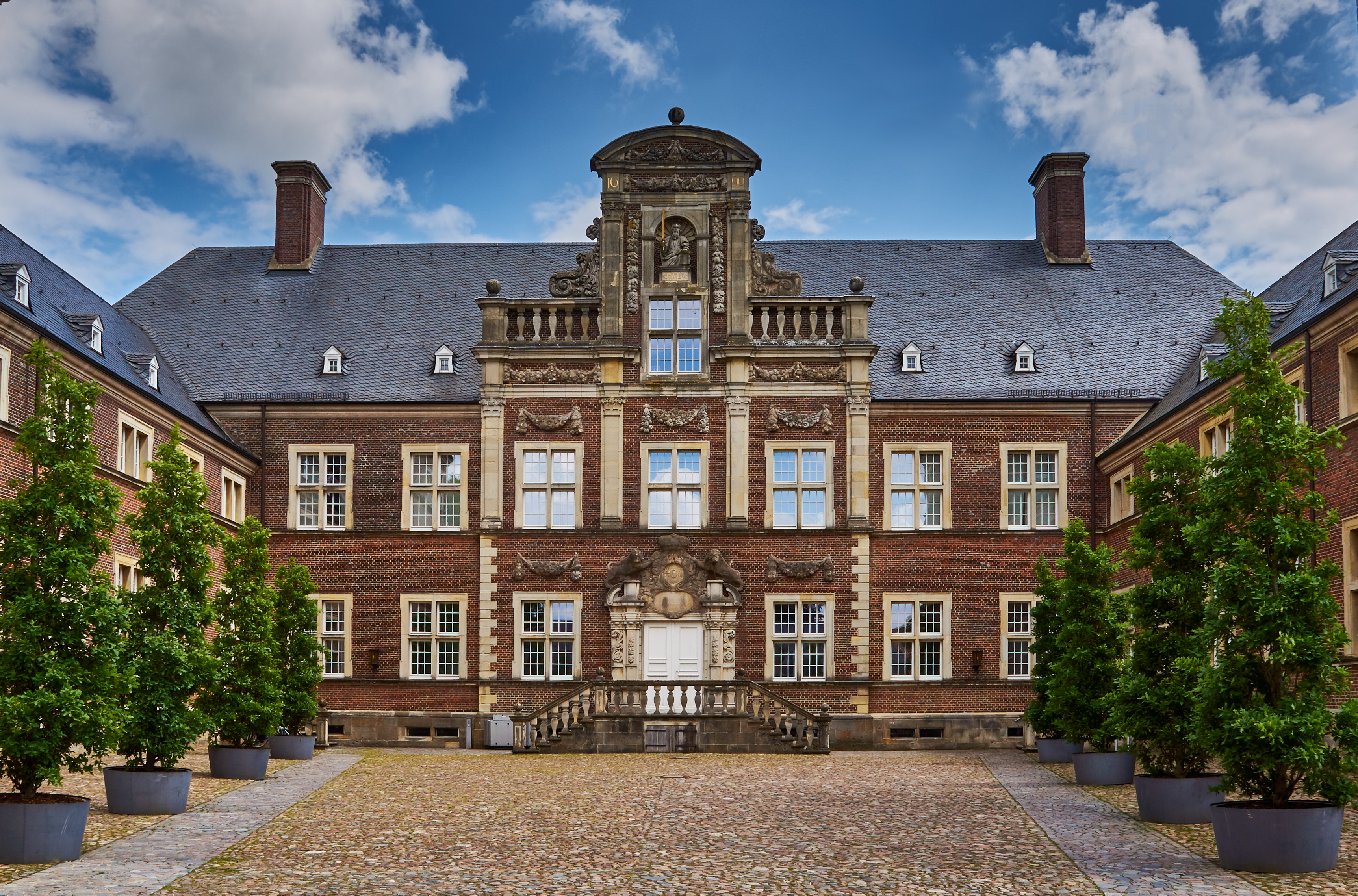
Hoofdgebouw
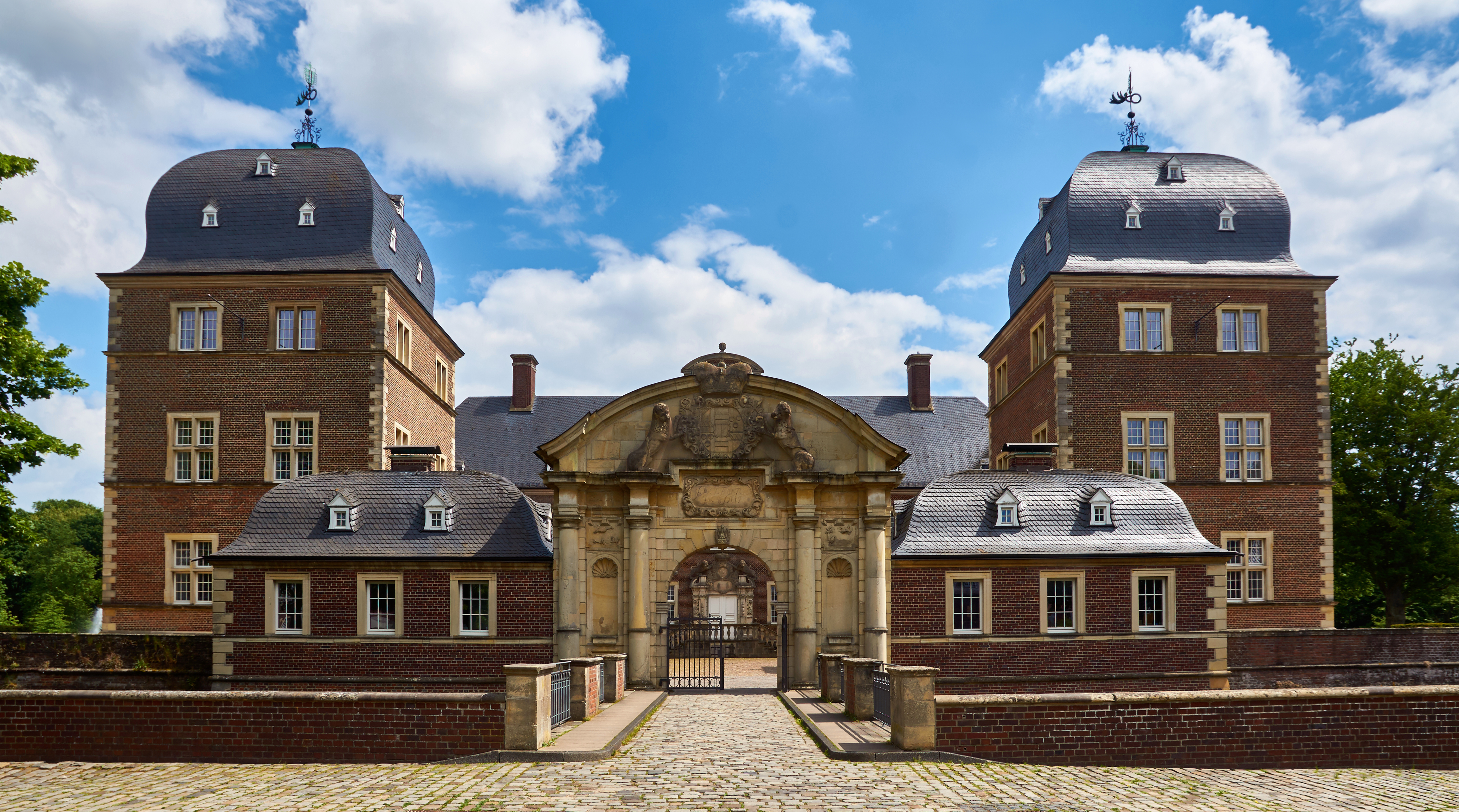
Entree vanuit het westen gezien